# Efecto Jahn-Teller
El efecto Jahn-Teller es un mecanismo importante de ruptura espontánea de simetría, en sistemas moleculares y en estado sólido, que tiene consecuencias de largo alcance en diferentes campos, y es responsable de una variedad de fenómenos en espectroscopia, estereoquímica, cristaloquímica, física molecular y de estado sólido, y ciencia de materiales. El efecto lleva el nombre de Hermann Arthur Jahn y Edward Teller, quienes informaron por primera vez de sus estudios en 1937.

## El teorema de Jahn-Teller
El teorema se puede establecer en diferentes formas, tres de las cuales se dan aquí:
Todo sistema molecular no lineal es inestable en un estado electrónico degenerado y romperá la simetría del estado degenerado para disminuir su energía.
Un sistema poliatómico no lineal en un estado electrónico espacialmente degenerado se distorsiona espontáneamente de tal manera que se elimina la degeneración y se alcanza una nueva estructura de equilibrio de menor simetría.
La estabilidad y la degeneración no son posibles simultáneamente a menos que la molécula sea lineal.
La degeneración de spin fue una excepción en el tratamiento original y luego se trató por separado.
La prueba matemática formal del teorema de Jahn-Teller se basa en gran medida en argumentos de simetría, más específicamente en la teoría de grupos puntuales moleculares. El argumento de Jahn y Teller no asume detalles sobre la estructura electrónica del sistema. Jahn y Teller no hicieron ninguna declaración sobre la fuerza del efecto, que puede ser tan pequeño que no se pueda medir. De hecho, para los electrones en orbitales moleculares no enlazantes o débilmente enlazantes, se espera que el efecto sea débil. Sin embargo, en muchas situaciones, el efecto es importante.

## Aplicación en metales de transición

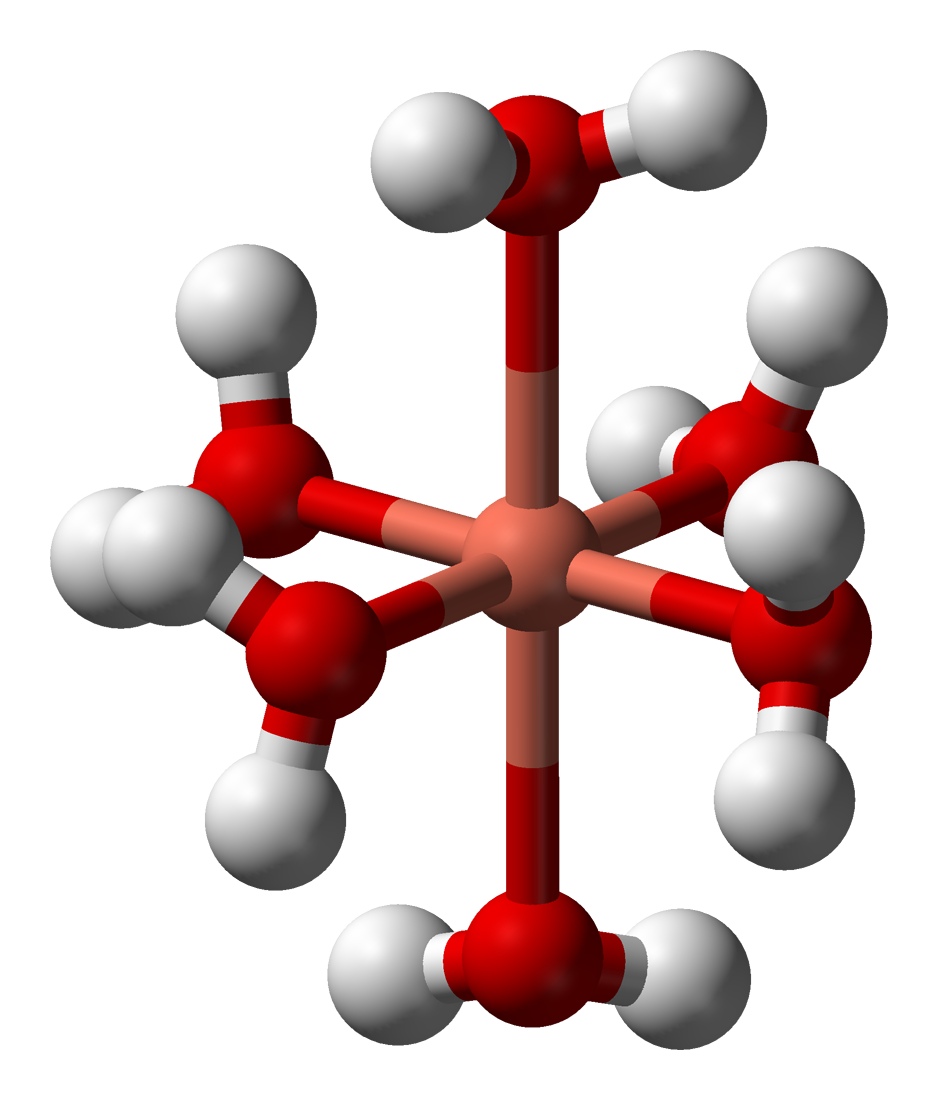
El efecto Jahn–Teller es responsable de la distorsión tetragonal del complejo iónico hexaacuacobre(II), [Cu(OH_{2})_{6}]^{2+}, el cual debería tener una geometría octaédrica. Las dos distancias axiales Cu−O son de 238pm], mientras las cuatro distancias ecuatoriales Cu−O son ~195 pm.

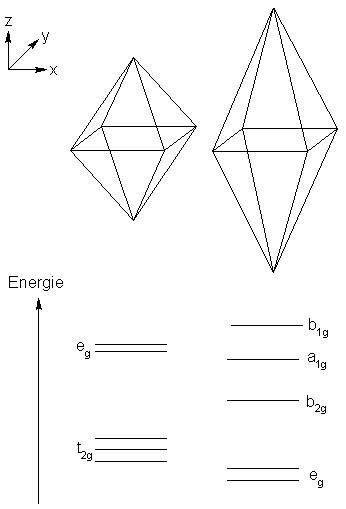
Arriba: campo ligando octaédrico (izquierda) y distorsionado por Jahn-Teller (derecha).
Abajo: Niveles de energía asociados de los orbitales moleculares.

El efecto Jahn-Teller se da en sistemas (generalmente compuestos de coordinación de metales de transición) en los que hay varios niveles de energía degenerados y no igualmente ocupados. En estos casos, el teorema de Jahn-Teller predice que el sistema experimentará una distorsión, de forma que algunos de estos niveles se estabilizarán y otros se desestabilizarán. Al no estar todos los niveles igualmente ocupados, los desestabilizados serán los más vacíos, y el sistema tendrá una menor energía. El teorema no predice cuán intenso será el efecto en cada caso particular.
Se encuentra con mayor frecuencia en los complejos octaédricos de los metales de transición. El fenómeno es muy común en los complejos de cobre (II) hexacoordinados. La configuración electrónica d9 de este ion proporciona tres electrones en los dos orbitales eg degenerados, lo que lleva a un estado electrónico fundamental doblemente degenerado. Dichos complejos se distorsionan a lo largo de uno de los ejes cuádruples moleculares (siempre etiquetados como el eje z), lo que tiene el efecto de eliminar las degeneraciones orbitales y electrónicas y reducir la energía general. La distorsión normalmente toma la forma de alargar los enlaces a los ligandos que se encuentran a lo largo del eje z, pero en ocasiones ocurre como un acortamiento de estos enlaces (el teorema de Jahn-Teller no predice la dirección de la distorsión, solo la presencia de una geometría inestable). Cuando se produce tal alargamiento, el efecto es disminuir la repulsión electrostática entre el par de electrones del ligando (base de Lewis) y cualquier electrón en los orbitales con un componente z, disminuyendo así la energía del complejo. El centro de inversión se conserva después de la distorsión. La distorsión de la simetría octaédrica para dar un octaedro elongado axialmente, estabiliza el orbital dx2-y2, que queda ocupado por dos electrones y desestabiliza el dz2, que queda ocupado por un electrón.

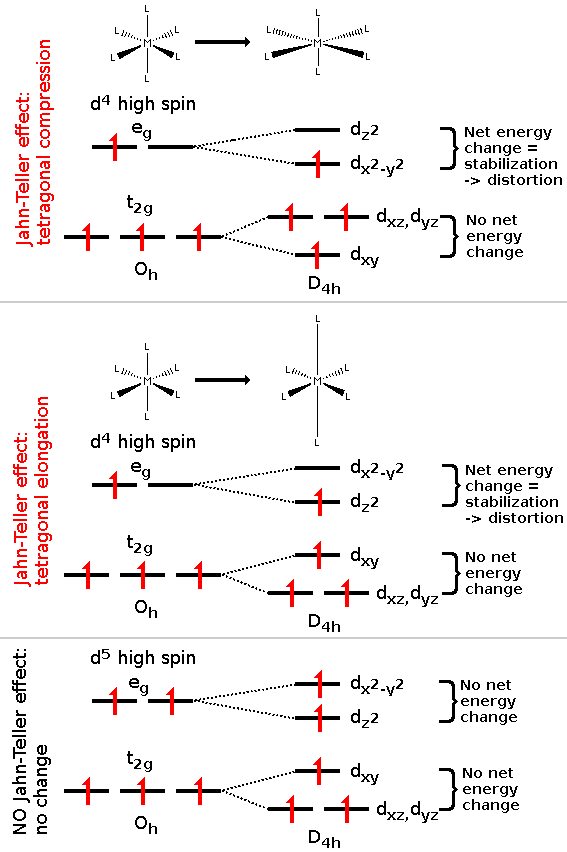
Efecto J-T en complejos de alto espín

En los complejos octaédricos, el efecto Jahn–Teller es más pronunciado cuando un número impar de electrones ocupa los orbitales eg. Esta situación se presenta en complejos con las configuraciones d9, d7 de bajo espín o d4 de alto espín, todos los cuales tienen estados fundamentales doblemente degenerados. Esto se debe a que los orbitales eg se encuentran en la misma dirección que los ligandos, así pues la distorsión representa una gran estabilización energética. 
Tomando como ejemplo un complejo de alto spin, por ejemplo un d4 (t32ge1g), el cuarto electrón d puede ocupar el orbital dx²-y² o el dz² con igual energía. Si el orbital dx²-y² está ocupado, se rechazan los 4 ligandos ecuatoriales, lo que da como resultado la compresión del octaedro. Si, por otro lado, el orbital dz² está ocupado, solo se rechazan los dos ligandos dispuestos axialmente, lo que conduce a un estiramiento del octaedro en la dirección z. En ambos casos, la ocupación del orbital reducido conduce a una ganancia de energía, aunque no muy grande, que se conoce como energía de estabilización de Jahn-Teller. Si está estirado o comprimido depende, entre otras cosas, del contraión. Por ejemplo, dependiendo del contraión, un complejo [Cu(NO)6]4− a veces se encuentra como un complejo octaédrico comprimido o un complejo octaédrico extendido. Otros, como [Cu(py')6]2+ con py'=óxido de piridina, incluso tienen una estructura que fluctúa entre las dos formas (ver imagen de la izquierda).
Estrictamente hablando, el efecto también ocurre cuando hay una degeneración debido a los electrones en los orbitales t2g (es decir, configuraciones como d1 o d2, las cuales están triplemente degeneradas). En tales casos, sin embargo, el efecto es mucho menos notable, porque hay una disminución mucho menor de la repulsión al llevar los ligandos más lejos de los orbitales t2g, que no apuntan directamente a los ligandos (consulte la tabla a continuación). Lo mismo es cierto en los complejos tetraédricos (por ejemplo, manganato: la distorsión es muy sutil porque hay menos estabilización que ganar porque los ligandos no apuntan directamente a los orbitales).También existe este efecto en complejos d8 con geometría cuadrado-planar (hibridación dsp2), en donde los orbitales dz2, dxz y dyz son los de más baja energía.
Los efectos esperados para complejos octaédricos se encuentran en la siguiente tabla:
| Número de electrones d | 1 | 2 | 3 | 4  | 4  | 5  | 5  | 6  | 6  | 7  | 7  | 8 | 9 | 10 |
| Alto/Bajo Espin        |   |   |   | AS | BS | AS | BS | AS | BS | AS | BS |   |   |    |
| ---------------------- | - | - | - | -- | -- | -- | -- | -- | -- | -- | -- | - | - | -- |
| Fuerza del efecto J-T  | d | d |   | f  | d  |    | d  | d  |    | d  | f  |   | f |    |

AS: Alto espín
BS: Bajo espín
d: Efecto Jahn-Teller débil (t2g orbitales semillenos)
f: Efecto Jahn-Teller fuerte (eg orbitales semillenos)
blanco: no se espera efecto Jahn-Teller
El efecto Jahn–Teller se manifiesta en los espectros de absorbancia UV-VIS de algunos compuestos, donde a menudo causa la división de las bandas. Es fácilmente evidente en las estructuras de muchos complejos de cobre (II). Sin embargo, puede obtenerse información detallada adicional sobre la anisotropía de tales complejos y la naturaleza de la unión del ligando a partir de la estructura fina de los espectros de resonancia de giro electrónico a baja temperatura.

## Efecto Jahn-Teller en otras áreas de la química

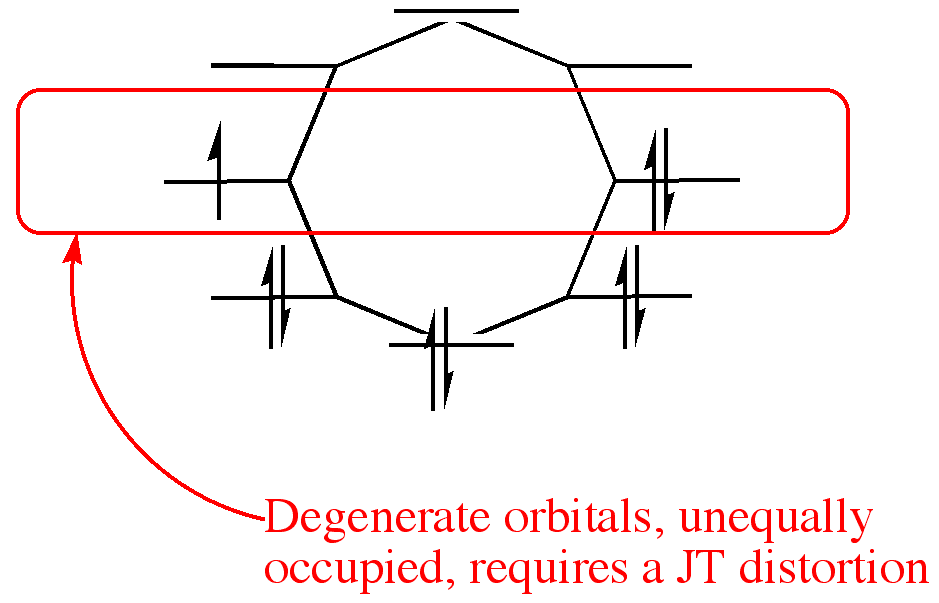
El efecto Jahn–Teller obliga al anión radical del ciclooctatetraeno (−1) a no ser simétrico

La causa subyacente del efecto Jahn-Teller es la presencia de orbitales moleculares que son tanto degenerados como abiertos (es decir, ocupados de manera incompleta). Esta situación no es exclusiva de los complejos de coordinación y puede encontrarse en otras áreas de la química. En química orgánica, el fenómeno de la antiaromaticidad tiene la misma causa y a menudo ve que las moléculas se distorsionan; como en el caso de los ciclobutadienos y los ciclooctatetraenos (COT).